# Claridade
Claridade (« clarté » en portugais) était une revue littéraire cap-verdienne créée en 1936 à Mindelo, sur l'île de São Vicente. Son titre s'inspire de Clarté, livre d'Henri Barbusse, puis revue et groupe pacifiste animés par ce dernier, et de la revue argentine Claridad. Les fondateurs de la revue, Manuel Lopes, Baltasar Lopes da Silva et Jorge Barbosa, sont à la base du mouvement claridoso, qui ambitionne l'émancipation culturelle, sociale et politique de la société cap-verdienne.
Les articles et nouvelles qui y paraissent sont écrits en portugais et en créole cap-verdien. La revue, véritable « déclaration d'indépendance littéraire » sous le régime de Salazar, attire après la Seconde Guerre mondiale des plumes aussi fameuses qu'António Aurélio Gonçalves, Henrique Teixeira de Sousa et le Portugais Manuel Ferreira, qui participent à l'élan de la littérature cap-verdienne et de la cap-verdianité, sous l'influence conjuguée des littératures brésilienne, française et portugaise.
Neuf numéros paraissent entre 1936 et 1960.
Quoique de moindre notoriété, d'autres revues telles que Certeza, fondée en 1944, prennent la relève.